# Drake (Schiff, 1903)
HMS Drake war das Typschiff der nach ihr benannten Klasse britischer Panzerkreuzer. Ab Januar 1905 war die Drake Flaggschiff von Kreuzergeschwadern und kam 1913 in die Reserve. Bei Kriegsausbruch 1914 wurde der veraltete Panzerkreuzer reaktiviert und 1916 zur „Nordamerikanischen Station“ entsandt. Er diente in der Konvoisicherung über den Nordatlantik und wurde am 2. Oktober 1917 vom deutschen U-Boot U 79 nahe dem Rathlin Sound, Nordirland, torpediert.
Die Drake sank in der Church Bay von Rathlin Island auf der Position 55° 17′ N, 6° 12′ W nur wenige hundert Meter vor der Küste. Beim Untergang kamen 18 Seeleute ums Leben, die sich im vom Torpedo getroffenen Kesselraum befunden hatten.

## Technische Beschreibung

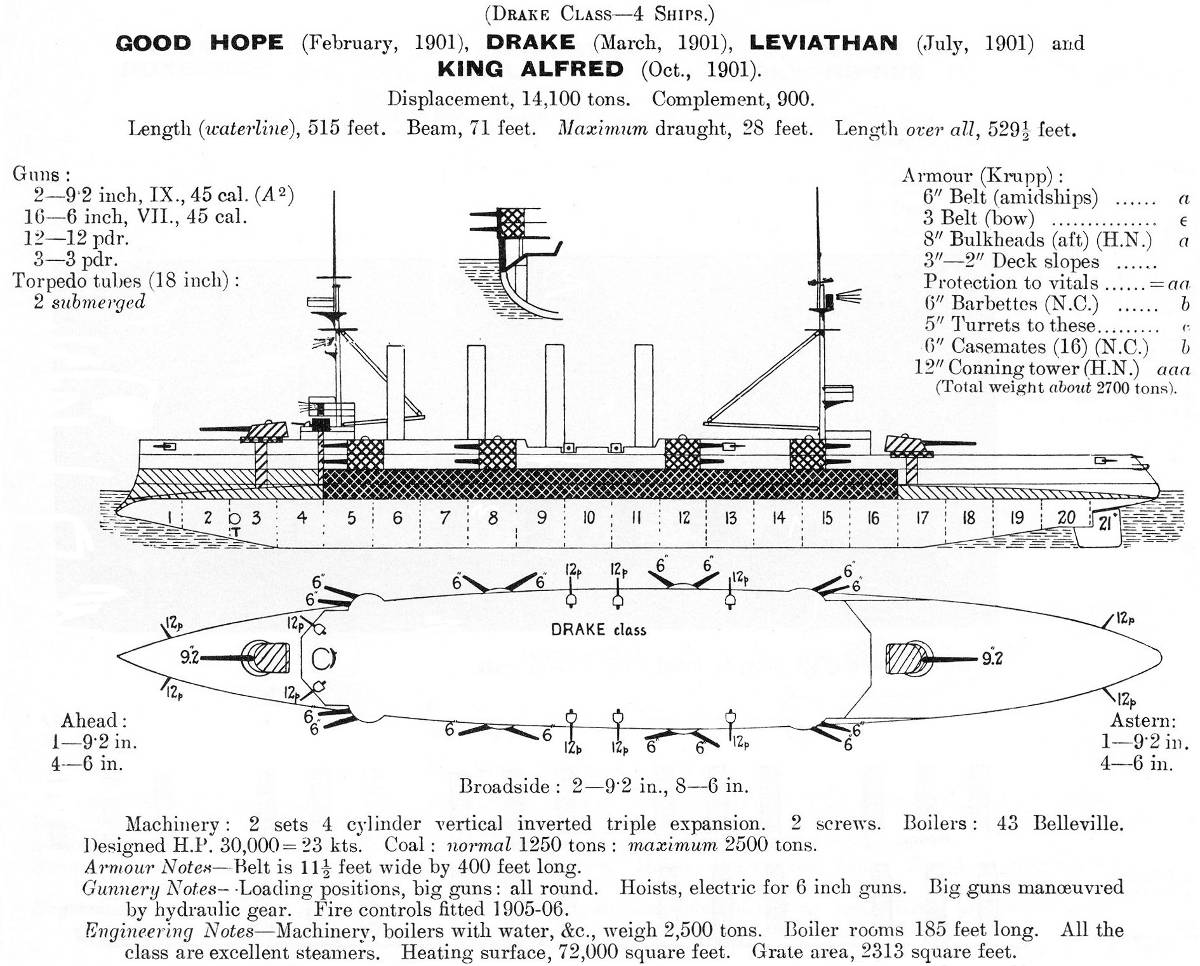
Risse der Drake-Klasse

Das Typschiff der Drake-Klasse war eine erheblich vergrößerte Ausführung der vorangehenden Cressy-Klasse, mit der die Royal Navy nach längerer Pause wieder zum Bau von Panzerkreuzern zurückgekehrt war. Sie verdrängte 14.100 Tonnen, war 162,6 m lang (152,4 m Wasserlinie), 21,75 m breit, und hatte 8,5 m Tiefgang.
Zwei Dreifach-Expansions-Dampfmaschinen mit je vier Zylindern erzeugten zusammen 30.000 ihp und gaben dem Kreuzer eine Geschwindigkeit von bis zu 24 Knoten. Die Reichweite des kohlegefeuerten Schiffes betrug 7.000 Seemeilen. Die Besatzungsstärke betrug 900 Offiziere und Mannschaften.

### Bewaffnung

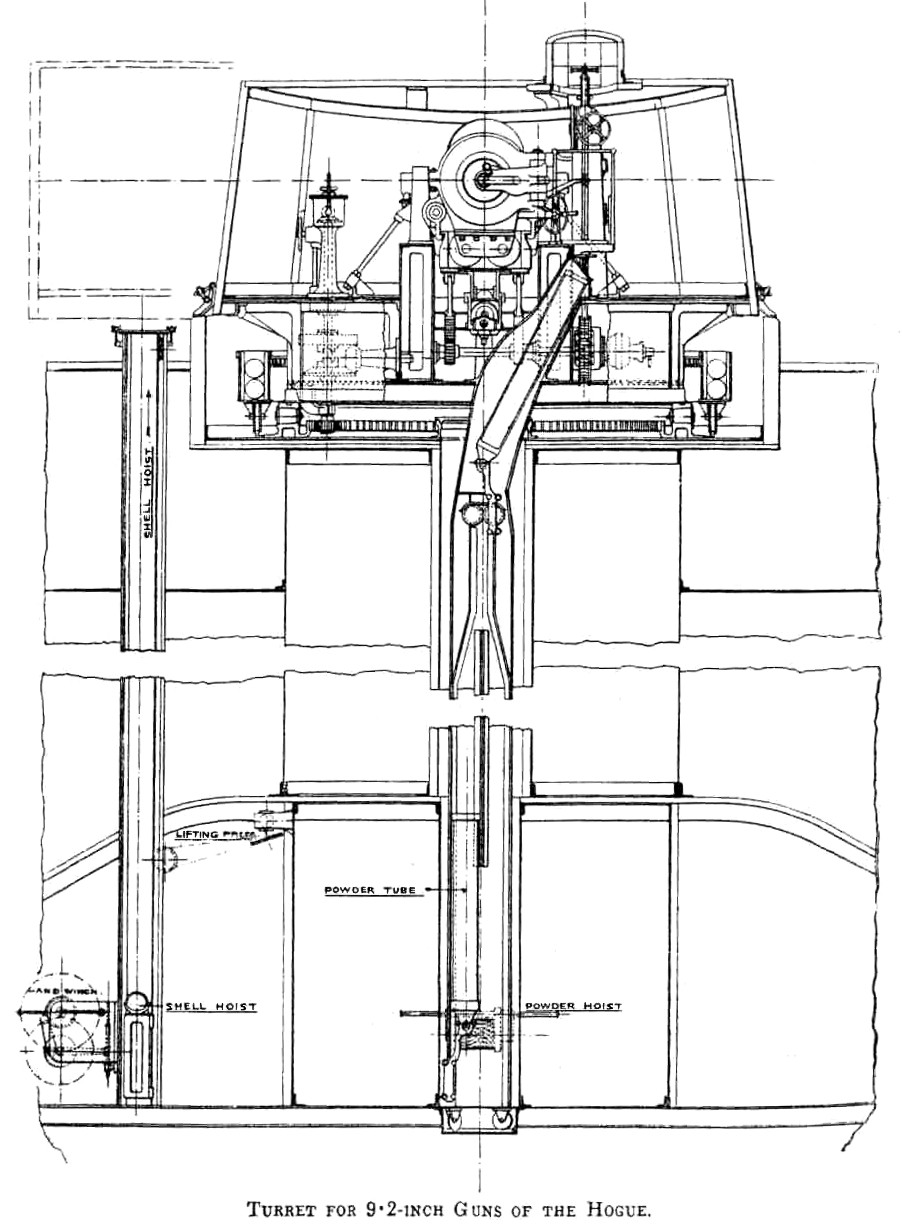
Turm der schweren Artillerie von hinten

Die Bewaffnung bestand aus zwei 9,2-Zoll-234-mm-Geschützen in Einzelbarbetten vorn und achtern wie auf der Cressy-Klasse. Die sechzehn 6-Zoll-152-mm-L/45-Kasemattgeschützen waren in Kasematten übereinander eingebaut. Dadurch waren die vier unteren Geschütze jeder Breitseite sehr nahe an der Wasserlinie und bei Seegang kaum einsatzfähig. Bei einem Umbau 1916 wurden die unteren Geschütze ausgebaut und die Kasematten dort geschlossen. dafür wurden auf jeder Schiffseite vier 152-mm-Geschütze hinter Schutzschilden an Oberdeck aufgestellt.
Als leichte Waffen waren zwölf 12-Pfünder und drei 3-Pfünder vom Typ Hotchkiss vorhanden. Dazu kamen noch zwei 45-cm-Unterwasser-Torpedorohre vom Typ „Fiume“ (Whitehead).
Ein Feuerleitsystem wurde 1905/06 eingebaut.

### Panzerung
Die Panzerung war vom Typ Krupp. Die Gürtelpanzerung war mittschiffs 152 mm dick und nahm nach vorn und achtern ab auf 51 mm. Die Barbetten und die Türme der schweren Geschütze hatten 152 mm Panzerung, die Kasematten 50 bis 127 mm und der Gefechtsstand 305 mm.

## Einsatzgeschichte
Die Drake wurde am 24. April 1899 bei der Marinewerft in Pembroke Dock auf Kiel gelegt. Am 5. März 1901 lief sie als zweiter Kreuzer der Drake-Klasse vom Stapel und wurde am 13. Januar 1903 als zweiter Kreuzer der neuen Klasse in Dienst gestellt. Sie wurde der Cruiser Squadron zugeteilt, deren Flaggschiff das Schwesterschiff Good Hope war, das gerade eine Fahrt nach Südafrika durchführte.
Erster Kommandant der Drake wurde der spätere Erste Seelord Francis Charles Bridgeman (1848–1929), dem noch in 1903 mit John Jellicoe ein weiterer späterer Erster Seelord folgte. Am 30. Juli besuchte die Drake Galway in Irland mit den Panzerkreuzern Good Hope, Sutlej, Hogue und vier Zerstörern anlässlich eines Besuches des Königs Eduard VII.

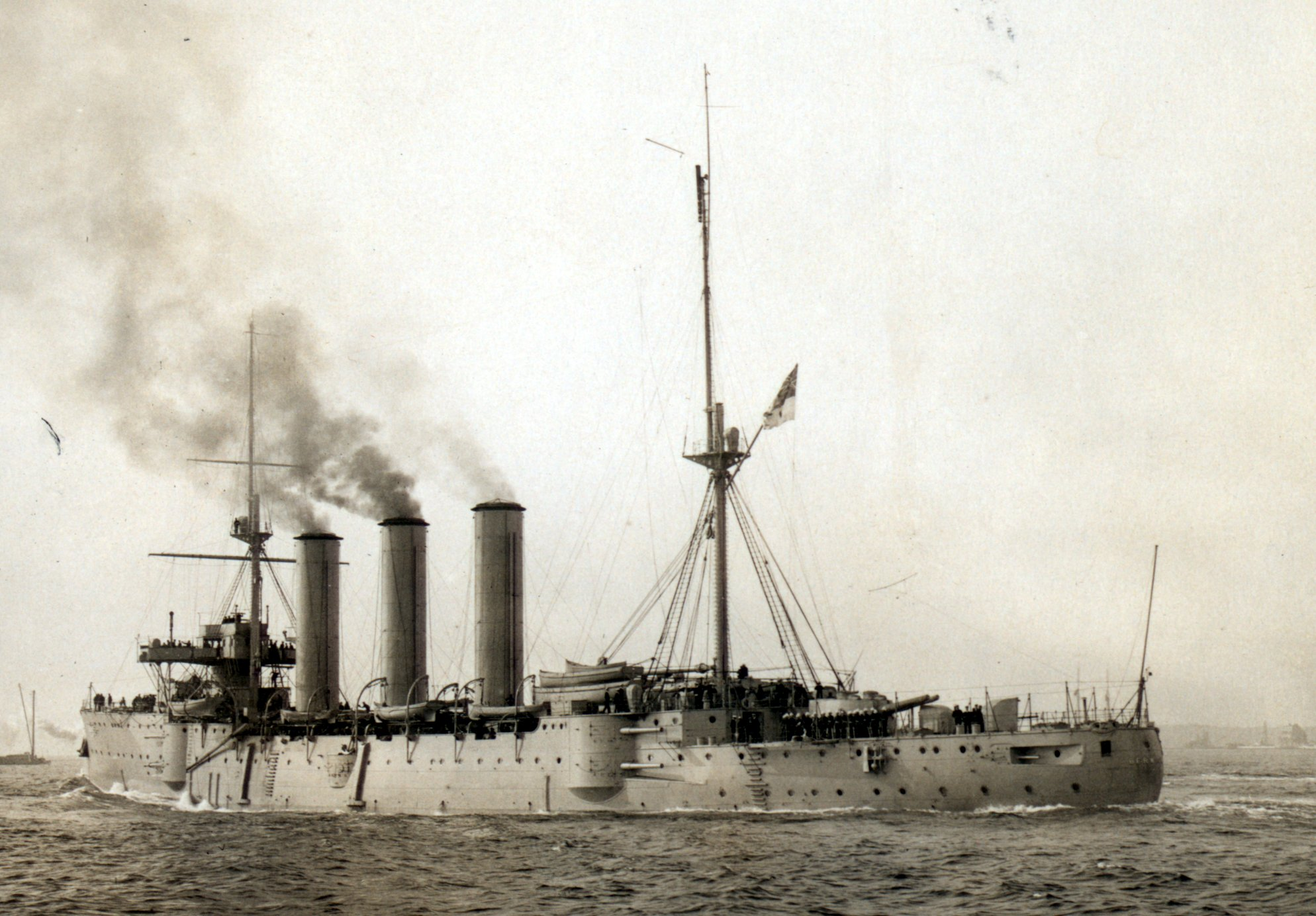
HMS Berwick

Die HMS Drake wurde am 31. Januar 1905 mit Mark Edward Frederic Kerr als Kommandanten Flaggschiff des neuen Zweiten Kreuzergeschwaders (2nd Cruiser Squadron) der Atlantic Fleet unter Konteradmiral Prinz Louis von Battenberg, der vier weitere Panzerkreuzer der kleineren Monmouth-Klasse mit Berwick, Cornwall, Cumberland und Essex angehörten. Dazu trat im Sommer 1905 die Bedford. Bis zum Juni 1906 ersetzten die neuen Panzerkreuzer Duke of Edinburgh und Black Prince die Essex und die Bedford. Nach einer Inspektion durch König Eduard VII., der auch eine Nacht an Bord verbrachte, verließ der Panzerkreuzer am 1. März 1905 Portsmouth zu seinem neuen Einsatzhafen Gibraltar. Von dort lief sie am 20. April zu Übungen und Besuchen in das Mittelmeer aus und wurde Mitte Mai vom griechischen Königspaar in der Bucht von Phaleron besichtigt. Am 25. Juni war die Drake wieder in Gibraltar, das sie am 6. Juli zu einem Besuch in Lissabon wieder verließ, wo sie vom portugiesischen Königspaar besichtigt wurde. Am 1. August verließ sie mit dem Geschwader erneut Gibraltar zu einem Besuch von Kanada und den USA. Das Geschwader traf am 11. August in Quebec ein und besuchte anschließend St. John’s (Neufundland), Sydney (Cape Breton), Charlottetown, Halifax, am 1. November Annapolis und vom 9. bis 20. November New York zusammen mit einem amerikanischen Geschwader, wo Prinz Louis einen Ball ausrichtete. Die Rückfahrt des Geschwaders über den Atlantik wurde als Rennen durchgeführt, das am 20. um 10.30 Uhr begann und am 28. November, 1.35 Uhr, in Gibraltar endete. Das Flaggschiff Drake gewann das Rennen mit einem Vorsprung von 1500 m vor der Berwick, der sie unterwegs schon mal 3 sm davongelaufen war und der zum Ende stetig aufschließenden Cumberland. Cornwall und Essex gaben kurz vor Schluss auf, da sie inzwischen fast eine Stunde zurücklagen. Nur die Bedford hatte am 25. einen Schaden, als die Steuerbordwelle heiß lief und sie zeitweise stoppen musste. Die Drake erreichte eine Geschwindigkeit von nur 18,504 kn über die gesamte Strecke. Nach anfangs höherer Geschwindigkeit hatte sie ab dem vierten Tag Probleme mit schlechterer amerikanischer Kohle und dann wie alle Schiffe mit der Versorgung aus den Reservebunkern, was nur unter Einsatz der Freiwachen einigermaßen gelang. Die früher oft kritisierten Belleville-Kessel machten keine Probleme. Allerdings nutzte die auf Platz 2 gekommene Berwick Kessel vom Typ Niclausse und die nicht in die Entscheidung eingreifende Cornwall den Typ Babcock & Wilcox.
Am 14. Januar 1906 traf die Drake in Spithead ein, um am Stapellauf der Dreadnought teilzunehmen. Im März befand sich der Panzerkreuzer wieder auf Station in Gibraltar, um von dort aus erneut das Mittelmeer zu bereisen. Anfang April lief er Phaleron an, um an den Eröffnungsfeierlichkeiten der Olympischen Spiele teilzunehmen, zu denen auch das britische Königs- und Thronfolgerpaar anreisten. Zum Ende des Monats reiste die Drake allein nach Venedig, wo das Schiff vom Großherzog von Hessen, dem Schwager Battenbergs, besichtigt wurde. Anfang Mai lief der Kreuzer über Korfu nach Phaleron, um sich der britischen Mittelmeerflotte unter Lord Charles Beresford anzuschließen, die sich wegen Spannungen mit der Türkei in erhöhter Alarmbereitschaft befand. Am 13. Mai traf die Drake mit vier Zerstörern in Larnaka, Britisch-Zypern, ein und setzte ein Landungskommando ab. Am 31. Mai war sie wieder in Gibraltar und bereitete sich auf Manöver der Atlantikflotte mit der Kanalflotte vor, die am 2. Juni begannen. Sie führte während der Manöver Funkexperimente auf größeren Distanzen durch. Sie gehörte zu der den Kanal angreifenden Flotte mit Basis in Berehaven und besuchte dabei die Kanalinsel Alderney. Bei dem ab dem 24. Juni durchgeführten 2. Teil der Manöver stellte die Drake angreifende Handelsstörer dar, wurde vom 1. Kreuzergeschwader vor Cabo de São Vicente gestellt und als vernichtet gewertet. Am 2. Juli kehrte sie daher nach Portsmouth zurück, wo der Kommandant heiratete. Die Drake besuchte noch Portland und Bangor, wo Sportwettbewerbe der Flotte stattfanden und die Drake erneut den “Battenberg Cup” gewann. Nach Aufenthalt im Lough Swilly und in Tarbert am River Shannon lief das 2. Kreuzergeschwader vom 24. bis 28. August nach Gibraltar in einem Höchstgeschwindigkeitstest zurück. In Gibraltar erfolgte darauf der Besuch eines amerikanischen Kreuzergeschwaders, der mit sportlichen Wettbewerben gefeiert wurde. Anfang November besuchte das Geschwader Battenbergs Málaga und die Drake wurde dort vom spanischen Königspaar besichtigt. Königin Victoria war eine Nichte des Admirals. Das Geschwader verlegte dann nach Italien und kehrte im Dezember nach Gibraltar zurück. Vom 12. bis 15. Dezember lief die Drake mit dem Gouverneur von Gibraltar von dort bei Sturm nach Portsmouth.
Am 7. Februar 1907 verließ sie England wieder zu Flottenmanövern vor der spanischen und portugiesischen Küste.
Nach deren Abschluss kehrte sie am 23. Februar nach Gibraltar zurück und Prinz Louis wechselte mit seinem Stab auf die Venerable als stellvertretender Befehlshaber der Mittelmeerflotte. Neuer Befehlshaber des 2. Kreuzergeschwaders wurde Konteradmiral Charles Adair (1851–1920), der 1908 auf Wunsch des Ersten Seelords Fisher mit seinem Geschwader als 1st Cruiser Squadron zur Kanalflotte wechselte im Austausch gegen Konteradmiral Percy Scott (1853–1924) und dessen Geschwader, das nun die 2nd Cruiser Squadron bei der Atlantikflotte wurde. Der von Fisher geschätzte Scott, der sich öffentlich mit seinem Vorgesetzten Beresford stritt, sollte eine Demonstrationsreise mit dem 2. Geschwader nach Südafrika und Südamerika durchführen.
Die Drake versah zumeist Routinedienst im Atlantik und der Nordsee. Zum ersten Kreuzergeschwader traten noch die modernere Minotaur und die ersten britischen Schlachtkreuzer der Invincible-Klasse. 1909 repräsentierte sie die Royal Navy bei den „Hudson Fulton Celebrations“ in New York als Flaggschiff des Konteradmirals Frederick T. Hamilton zusammen mit dem Schlachtkreuzer Inflexible unter Admiral Edward Seymour und den Panzerkreuzern Duke of Edinburgh und Argyll. 1910 wurde die 1st Cruiser Squadron der Home Fleet zugeteilt. 1911 wurde die Drake am 30. November 1911 nach Australien entsandt, traf mit der von ihr ersetzten Powerful Ende Januar 1912 in Colombo zusammen und übernahm von dieser noch Besatzungsteile. Sie diente bis zum Januar 1913 als Flaggschiff der Australia Station der Royal Navy unter Vizeadmiral Sir George King-Hall (1850–1939), auf der sich noch die Geschützten Kreuzer 2. Klasse Challenger und Encounter sowie die ältere Cambrian sowie fünf kleinere Kreuzer der Pelorus-Klasse befanden. Die Station hatte schon die zwei kleine Kreuzer zur vorläufigen Verstärkung der China Station abgeordnet und befand sich in Auflösung, da die neugeschaffene Australische Marine die Verantwortung 1913 übernehmen sollte.
Nach Rückkehr in die Heimat wurde die Besatzung der Drake reduziert und das Schiff der Reserve zugeteilt.

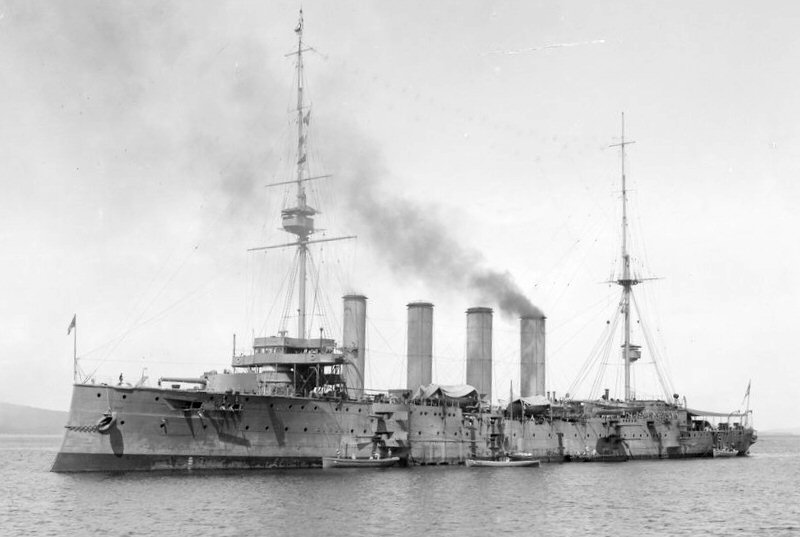
Die Drake

Nach dem Ausbruch des Ersten Weltkriegs wurde die Drake reaktiviert und mit ihren Schwesterschiffen der 6th Cruiser Squadron zugeteilt. Dieses Geschwader war für die Grand Fleet in Scapa Flow vorgesehen, um dort die aus alten Panzerkreuzern der Monmouth-Klasse bestehende 4th Cruiser Squadron (4. Kreuzergeschwader) zu ersetzen, die zuvor zu der von Konteradmiral Sir Christopher Cradock befehligten Nordamerika- und Westindien-Station geschickt worden waren, um britische Interessen während der mexikanischen Revolution zu wahren.
Erster Auftrag für den alten Panzerkreuzer war das Geleit für die aus New York mit einer Überführungsbesatzung eintreffende Olympic, die im Atlantik aufgenommen und nach Liverpool begleitet wurde. Im Januar 1915 begann der Routinedienst bei der 6th Cruiser Squadron der Grand Fleet. Im Oktober 1915 wurde das Schiff überholt und dann 1916 der „North America and West Indies Station“ für Aufgaben in der Konvoysicherung zugeteilt. 1916 wurde bei einer erneuten Überholung auch die Bewaffnung verändert, in dem die unteren Kasematten verschlossen und dafür Oberdeckskanonen installiert wurden.

## Der Verlust derDrake
Am 2. Oktober 1917 traf die Drake mit dem Geleitzug HH24 aus Amerika vor dem Nordeingang zur Irischen See ein und hatte gerade das Signal gegeben, dass der Geleitzug sich auflösen solle und die einzelnen Schiffe jetzt selbstständig ihre Bestimmungshäfen anlaufen sollten, als sie vom deutschen Unterseeboot U 79 unter Kapitänleutnant Otto Rohrbeck um 09:15 Uhr nördlich von Rathlin Island torpediert wurde. Der Treffer flutete den zweiten Kesselraum, in dem 18 Mann zu Tode kamen. Der Kommandant des Kreuzers, Captain Stephen Herbert Radcliffe, hoffte anfangs mit seinem getroffenen Schiff noch Belfast erreichen zu können, erkannte aber nach Erörterung mit seinem leitenden Ingenieur, dass dies nicht möglich sei, und lief den am nächsten liegenden Ankerplatz in der Church Bay von Rathlin Island an.

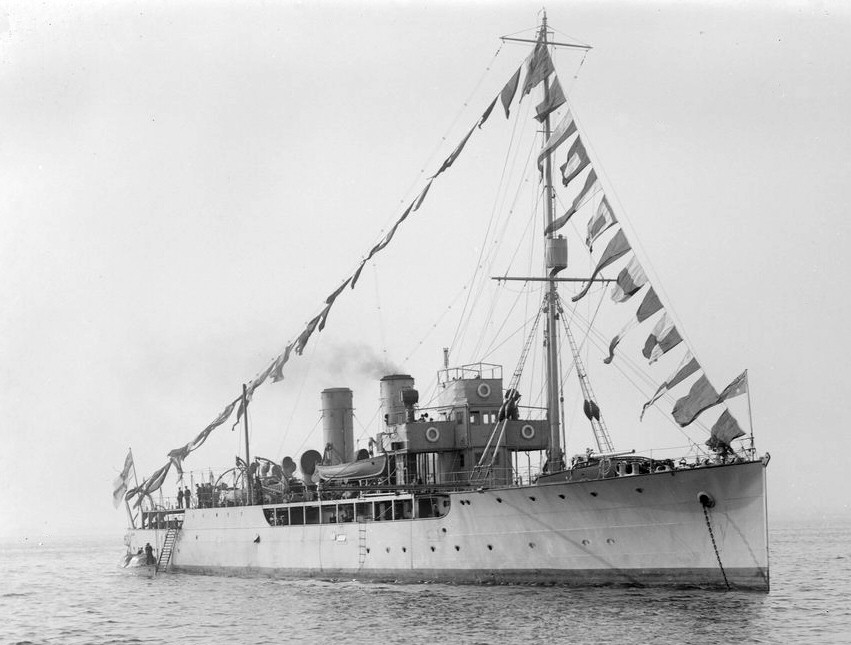
HMAS Geranium, Sloop der Arabis-Klasse

Der Torpedotreffer hatte das dampfbetriebene Ruder der Drake außer Gefecht gesetzt und sie steuerte mit den Schrauben. Durch die eingeschränkte Steuerbarkeit kollidierte sie um 10:37 Uhr mit dem Frachter Mendip Range, der so stark beschädigt wurde, das er in der irischen Ballycastle Bay auf den Strand gesetzt werden musste.
Um 11:30 wurde der zur Hilfe eilende Zerstörer Brisk vermutlich von einer Mine getroffen und zerbrach; die Bug-Sektion sank, das Achterschiff der Brisk konnte nach Londonderry eingeschleppt werden. 31 Seeleute der Brisk kamen ums Leben. Der Frachter Lugano, 2375 ts, sank nach einem weiteren Treffer. Beide waren wahrscheinlich Opfer einer von U 79 ausgelegten Minensperre.
Die Drake ankerte um 11:46 Uhr in der Church Bay. Die zurückgekehrten Sicherungsschiffe bargen die Besatzung weitgehend ab. Captain Radcliffe blieb mit einer kleinen Gruppe an Bord, um den Panzerkreuzer bis zum Eintreffen von Bergungsschiffen über Wasser zu halten. Aber dessen Schlagseite nahm ständig zu, so dass schließlich Martin und Delphinium längsseits gingen und die Restbesatzung und den Kommandanten bis 14:04 Uhr abbargen. Um 14:35 Uhr kenterte die HMS Drake, wobei Teile der Steuerbordseite des Schiffes aus dem Wasser ragten.
Das deutsche U 79 war ein Unterseeboot vom Typ UE. Es verdrängte aufgetaucht 755 t, verfügte über nur zwei Torpedorohre und konnte 38 Minen transportieren. Es überlebte den Krieg und wurde schließlich nach Frankreich ausgeliefert, wo es bis 1933 als Victor Reveille in Dienst blieb.

## Schwesterschiffe
| Schiff      | Bauwerft auch Maschine | Kiellegung         | Stapellauf       | Indienststellung  | Schicksal                                                                                                  |
| ----------- | ---------------------- | ------------------ | ---------------- | ----------------- | --- |
| Good Hope   | Fairfield; Govan       | 11. September 1899 | 21. Februar 1901 | 08. November 1902 | am 1. November 1914 im Seegefecht bei Coronel versenkt, 926 Tote                                           |
| Leviathan   | John Brown, Clydebank  | 30. November 1899  | 03. Juli 1901    | 16. Juni 1903     | am 3. März 1920 an Hughes Bolckow in Blyth zum Abbruch verkauft                                            |
| King Alfred | Vickers, Barrow        | 11. August 1899    | 28. Oktober 1901 | 22. Dezember 1903 | 11. April 1918 durch Torpedo schwer beschädigt, am 30. Januar 1920 zum Abbruch in die Niederlande verkauft |